# Parrocchie della diocesi di Frosinone-Veroli-Ferentino

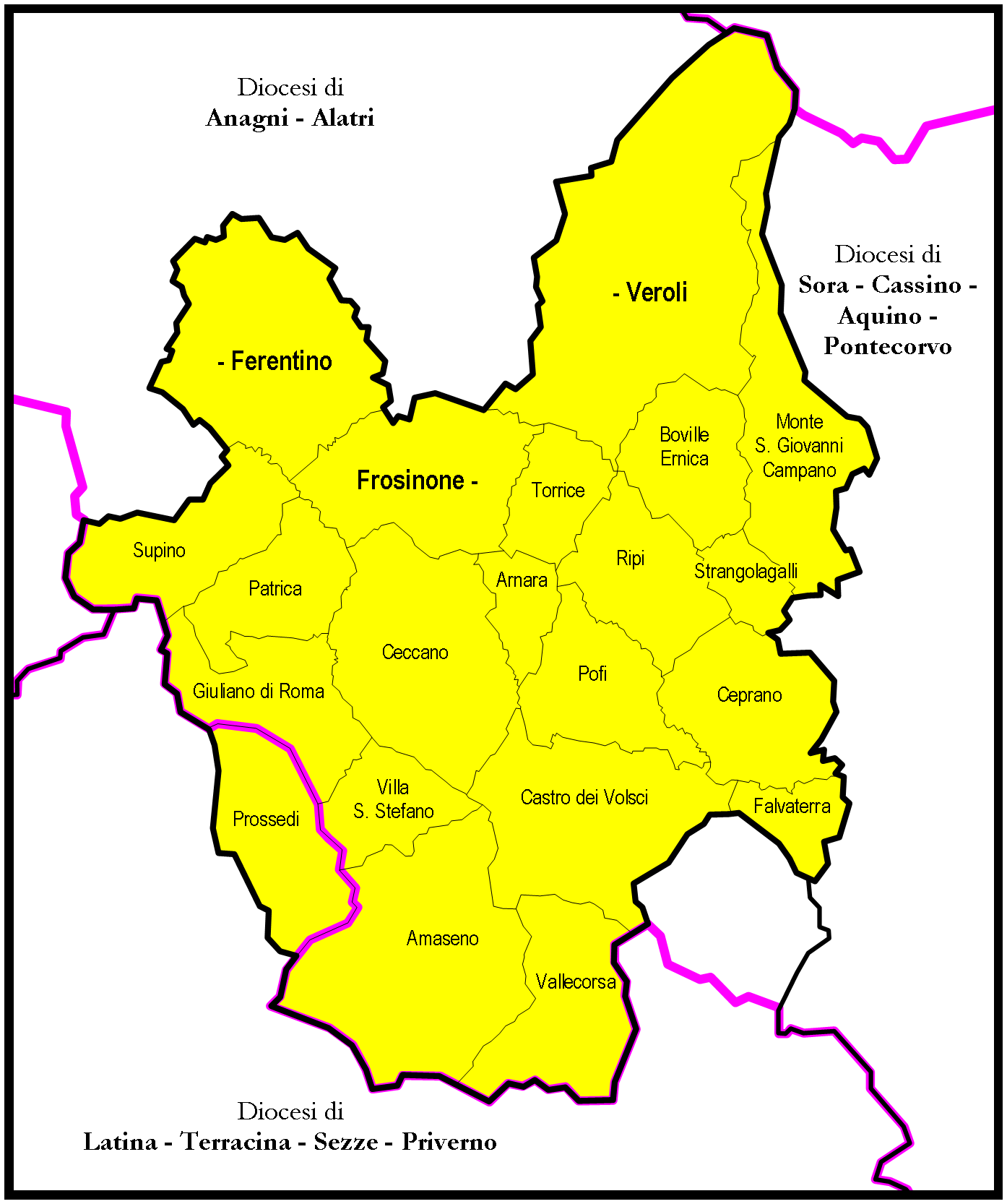
Il territorio della diocesi

Le parrocchie della diocesi di Frosinone-Veroli-Ferentino sono 82.

## Vicariati
La diocesi è organizzata in 5 vicarie. 

### Vicaria di Frosinone
La vicaria comprende le parrocchie del comune di Frosinone.
| Parrocchia                      | Patrono                | Comune    | Frazione/Quartiere |
| ------------------------------- | ---------------------- | --------- | ------------------ |
| Frosinone - Santa Maria Assunta | Santa Maria Assunta    | Frosinone | centro             |
| Annunziata                      | Santissima Annunziata  | Frosinone | centro             |
| Madonna della Neve              | Madonna della Neve     | Frosinone | Madonna della Neve |
| Sacra Famiglia                  | Sacra Famiglia         | Frosinone | centro             |
| Sacro Cuore di Gesù             | Sacro Cuore di Gesù    | Frosinone | centro             |
| San Benedetto                   | San Benedetto          | Frosinone | centro             |
| San Gerardo                     | San Gerardo Maiella    | Frosinone | centro             |
| San Paolo Apostolo              | San Paolo Apostolo     | Frosinone | Cavoni             |
| Sant'Antonio di Padova          | Sant'Antonio di Padova | Frosinone | centro             |
| Santa Maria Goretti             | Santa Maria Goretti    | Frosinone | Selva Piana        |

### Vicaria di Ceccano
La vicaria comprende le parrocchie dei comuni di Amaseno, Ceccano, Giuliano di Roma, Patrica, Prossedi e Villa Santo Stefano.
| Parrocchia                    | Patrono               | Comune              | Frazione/Quartiere   |
| ----------------------------- | --------------------- | ------------------- | -------------------- |
| Ceccano - collegiata          | San Giovanni Battista | Ceccano             | centro               |
| Amaseno - collegiata          | Santa Maria Assunta   | Amaseno             | centro               |
| Amaseno - San Pietro          | San Pietro Apostolo   | Amaseno             | centro               |
| Badia                         | San Paolo della Croce | Ceccano             | Badia                |
| Ceccano - San Nicola          | San Nicola di Bari    | Ceccano             | centro               |
| Ceccano - San Pietro Apostolo | San Pietro Apostolo   | Ceccano             | Strada per Frosinone |
| Ceccano - Sacro Cuore         | Sacro Cuore di Gesù   | Ceccano             | centro               |
| Giuliano di Roma              | Santa Maria Maggiore  | Giuliano di Roma    | centro               |
| Patrica - San Giovanni        | San Giovanni Battista | Patrica             | centro               |
| Patrica - San Rocco           | San Rocco             | Patrica             | centro               |
| Pisterzo                      | San Michele Arcangelo | Prossedi            | Pisterzo             |
| Prossedi                      | Sant'Agata            | Prossedi            | centro               |
| Santa Maria a Fiume           | Santa Maria Assunta   | Ceccano             | centro               |
| Villa Santo Stefano           | Santa Maria Assunta   | Villa Santo Stefano | centro               |

### Vicaria di Ceprano
La vicaria comprende le parrocchie dei comuni di Ceprano, Falvaterra, Strangolagalli, Castro dei Volsci, Pofi, Vallecorsa, Arnara, Torrice e Ripi.
| Parrocchia               | Patrono                | Comune            | Frazione/Quartiere |
| ------------------------ | ---------------------- | ----------------- | ------------------ |
| Ceprano - collegiata     | Santa Maria Maggiore   | Ceprano           | centro             |
| Castro dei Volsci        | Sant'Oliva             | Castro dei Volsci | centro             |
| Ceprano - San Rocco      | San Rocco              | Ceprano           | centro             |
| Collepece                | San Giuseppe           | Castro dei Volsci | Collepece          |
| Arnara                   | San Nicola             | Arnara            | centro             |
| Falvaterra               | Santa Maria Maggiore   | Falvaterra        | centro             |
| Madonna del Piano        | Madonna del Piano      | Castro dei Volsci | Madonna del Piano  |
| Pofi                     | Santa Maria Maggiore   | Pofi              | centro             |
| Torrice                  | San Pietro Apostolo    | Torrice           | centro             |
| Ripi                     | San Rocco              | Ripi              | centro             |
| San Rocco di Pofi        | San Rocco              | Pofi              | centro             |
| San Sosio                | San Sosio              | Castro dei Volsci | San Sosio          |
| Sant'Antonio di Torrice  | Sant'Antonio di Padova | Torrice           | Sant'Antonio       |
| Strangolagalli           | San Michele Arcangelo  | Strangolagalli    | centro             |
| Vallecorsa - San Martino | San Martino Vescovo    | Vallecorsa        | centro             |
| Vallecorsa - San Michele | San Michele Arcangelo  | Vallecorsa        | centro             |

### Vicaria di Ferentino
La vicaria comprende le parrocchie dei comuni di Ferentino e Supino.
| Parrocchia                                     | Patrono                   | Comune    | Frazione/Quartiere          |
| ---------------------------------------------- | ------------------------- | --------- | --------------------------- |
| Ferentino - concattedrale                      | San Pietro Apostolo       | Ferentino | centro                      |
| Ferentino - San Valentino                      | San Valentino             | Ferentino | centro                      |
| Ferentino - Sant'Agata                         | Sant'Agata                | Ferentino | centro                      |
| Ferentino - Sant'Antonio Abate                 | Sant'Antonio Abate        | Ferentino | Ponte Grande                |
| Ferentino - Sant'Ippolito                      | Sant'Ippolito             | Ferentino | centro                      |
| Ferentino - Santa Maria degli Angeli           | Santa Maria degli Angeli  | Ferentino | centro                      |
| Ferentino - Santa Maria dei Cavalieri Gaudenti | Beata Vergine Maria       | Ferentino | centro                      |
| Ferentino - Santa Maria Maggiore               | Santa Maria Maggiore      | Ferentino | centro                      |
| Ferentino - Santi Giuseppe e Ambrogio          | Santi Giuseppe e Ambrogio | Ferentino | Fresine e Cartiera-Stazione |
| Tofe                                           | Sacro Cuore di Gesù       | Ferentino | Tofe                        |
| Supino - San Nicola                            | San Nicolò Vescovo        | Supino    | centro                      |
| Supino - San Pietro Apostolo                   | San Pietro Apostolo       | Supino    | centro                      |
| Supino - San Pio X                             | San Pio X                 | Supino    | Capoleprata                 |
| Supino - Santa Maria Maggiore                  | Santa Maria Maggiore      | Supino    | centro                      |

### Vicaria di Veroli
La vicaria comprende le parrocchie dei comuni di Boville Ernica, Monte San Giovanni Campano e Veroli.
| Parrocchia                              | Patrono                                | Comune                     | Frazione/Quartiere    |
| --------------------------------------- | -------------------------------------- | -------------------------- | --------------------- |
| Veroli - concattedrale                  | Sant'Andrea Apostolo                   | Veroli                     | centro                |
| Scifelli                                | Beata Maria Vergine del Buon Consiglio | Veroli                     | Scifelli              |
| Anitrella                               | Sant'Anna                              | Monte San Giovanni Campano | Anitrella             |
| Boville Ernica                          | San Michele Arcangelo                  | Boville Ernica             | centro                |
| Brecciaro                               | San Lucio                              | Boville Ernica             | Brecciaro             |
| Casamari                                | Santi Giovanni e Paolo                 | Veroli                     | Casamari              |
| Castelmassimo                           | San Paolo Apostolo                     | Veroli                     | Castelmassimo         |
| Chiaiamari                              | Santa Maria del Pianto                 | Monte San Giovanni Campano | Chiaiamari            |
| Colleberardi                            | Santa Maria della Consolazione         | Veroli                     | Colleberardi          |
| Colli                                   | San Lorenzo Martire                    | Monte San Giovanni Campano | centro                |
| Crocifisso                              | Santissimo Crocifisso                  | Veroli                     | Contrada Crocifisso   |
| Giglio                                  | Santa Maria del Giglio                 | Veroli                     | Giglio                |
| La Lucca                                | Beata Vergine Maria Immacolata         | Monte San Giovanni Campano | La Lucca              |
| Madonna delle Grazie                    | Beata Vergine delle Grazie             | Boville Ernica             | Madonna delle Grazie  |
| San Michele Arcangelo in Villa          | San Michele Arcangelo                  | Veroli                     | Sant'Angelo in Villa  |
| San Giuseppe le Prata                   | San Giuseppe                           | Veroli                     | San Giuseppe le Prata |
| Santa Francesca                         | Santa Maria Assunta                    | Veroli                     | Santa Francesca       |
| Santa Maria della Arendola              | Beata Vergine Maria                    | Monte San Giovanni Campano | centro                |
| Santa Maria della Valle                 | Santa Maria della Valle                | Monte San Giovanni Campano | centro                |
| Veroli - San Leucio                     | San Leucio                             | Veroli                     | centro                |
| Veroli - San Michele Arcangelo in Città | San Michele Arcangelo                  | Veroli                     | centro                |
| Veroli - San Paolo Apostolo             | San Paolo Apostolo                     | Veroli                     | centro                |
| Veroli - Santa Croce                    | Santa Croce                            | Veroli                     | centro                |
| Veroli - Sant'Erasmo                    | Sant'Erasmo                            | Veroli                     | centro                |